# Babs Robert
Pour les articles homonymes, voir Marcel Robert et Robert.
 (juillet 2025).
Si vous disposez d'ouvrages ou d'articles de référence ou si vous connaissez des sites web de qualité traitant du thème abordé ici, merci de compléter l'article en donnant les références utiles à sa vérifiabilité et en les liant à la section « Notes et références ».
Babs Robert (né le 21 novembre 1933 à Ciney sous le nom de Marcel Robert) est un musicien de jazz belge (saxophone ténor, saxophone alto, composition).

## Biographie et œuvres
Babs Robert suit dès 1948 des cours de solfège et d'harmonie auprès de Jean Absil à l'Académie de musique d'Etterbeek, tout en découvrant le jazz à la radio. Il achète un saxophone d'occasion et apprend à en jouer en autodidacte. Avec le pianiste Johnny Brouwers, il fonde un groupe de jazz amateur. Il rejoint ensuite Les Tempo's Cool Boys, groupe dirigé par Roland Gohy, et joue dans différents clubs de Bruxelles. En 1957, il travaille à nouveau avec Johnny Brouwers au sein du groupe Jazz Preachers et remporte le prix du meilleur saxophoniste de Belgique au Tournoi du Hot Club de Belgique. En 1959, il fonde un quartet sous son propre nom, aux côtés de Johnny Brouwers, Paul Dubois et Robert Pernet.
Le Babs Robert Quartet se produit régulièrement dans des clubs bruxellois tels que le Blue Note, le Smog ou le Pol’s. Il fut également invité aux festivals de Comblain-la-Tour (1960, 1961, 1969), de Genève (1962) et de Montreux (1967), où le quartet obtint le prix de la ville de Montreux. L'année suivante, ils se produisent au Jazz Jamboree de Varsovie (leur morceau « Architexture » de 1968 a été enregistré par Muza sur l'album Jazz Jamboree 68). Il était l'un des rares musiciens belges à jouer également du free jazz dans les années 1960.
En septembre 1968, Babs Robert enregistre l'extended play Voir ("Vas-y voir") / Four Paul S. pour BAQ Records avec le Brussels Art Quintet, dirigé par le guitariste Daniel « Schell » Schellekens. En 1969, il fonde le septet The Love Planet, en élargissant le quartet à un deuxième contrebassiste, Michel Gobbe, au vibraphoniste et batteur Johnny Peret, ainsi qu'à un deuxième saxophoniste, John Van Rjimenant. Le groupe réalise l'album éponyme, qui sort chez Alpha Music en 1970. Babs Robert & The Love Planet s'est produit dans des clubs du centre de Bruxelles ainsi que lors d'événements musicaux importants dans toute la Belgique, tels que le Festival Avant-garde à Gand, le First International Jazz Event en 1969 au Sart Tilman, quartier de Liège, et le Festival de Jazz de Bilzen en 1970.
Babs Robert a également travaillé avec Fred Van Hove, Peter Brötzmann, Irène Schweizer et Peter Kowald.